# جاك غيفورد
جاك غيفورد (بالإنجليزية: Jack Gifford)‏ هو لاعب كرة قاعدة أمريكي، ولد في 11 يناير 1941، وتوفي في 11 يناير 2009 بسبب نوبة قلبية.